# سيرغي تيتيوخين
سيرغي يوريفيتش تتيوخين (الروسية: Тетюхин, Сергей Юрьевич) (مواليد 23 سبتمبر 1975)، هو لاعب كرة طائرة روسي. ولد في فرغانة، أوزبكستان.

## الجوائز والالقاب

### الفردية
- أفضل لاعب - دوري أبطال أوروبا 13-2014

## روابط خارجية
- سيرغي تيتيوخين على موقع الاتحاد الدولي beach volleyball database (الإنجليزية)
- سيرغي تيتيوخين على موقع الاتحاد الأوروبي (الإنجليزية)
- سيرغي تيتيوخين على موقع قاعدة بيانات الكرة الطائرة الشاطئية (الإنجليزية)
- سيرغي تيتيوخين على موقع عالم الكرة الطائرة (الإنجليزية)
- سيرغي تيتيوخين على موقع دوري الدرجة الأولى الإيطالي للكرة الطائرة - رجال (الإيطالية)
- سيرغي تيتيوخين على موقع اللجنة الأولمبية الدولية (الإنجليزية)
- سيرغي تيتيوخين على موقع أوليمبيديا (الإنجليزية)